# Stazione di Poggio Mirteto
La stazione di Poggio Mirteto si trova in bassa Sabina, sulla ferrovia Firenze-Roma nella frazione di Poggio Mirteto Scalo, nel comune di Poggio Mirteto.

## Storia
La stazione ferroviaria venne aperta alla fine dell'800 con la denominazione di "Montorso" cambiando nome nel 1884, una parte della stazione dal ponticello di Montorso, si trova nel comune di Torrita Tiberina. La linea ferroviaria si trova nella valle del Tevere, appena uscita dalla stazione la ferrovia in direzione Roma entra nella riserva naturale di Nazzano, Tevere-Farfa.
Il viaggio da Roma ad Orte durava circa tre ore, con tappe nelle stazioni di Monterotondo, Corese, Montorso, Stimigliano, Borghetto e Gallese.
La stazione è stata riammodernata nel 2000 con la costruzione di un parcheggio e di un sovrappasso con ascensori per disabili, ascensori ristrutturati a cavallo del 2023/2024 dopo un periodo di fermo.

## Strutture ed impianti
La stazione, affidata a Rete Ferroviaria Italiana, è dotata di quattro binari, di cui i primi tre vengono utilizzati per il servizio viaggiatori e trasporto merci mentre il 4° è usato occasionalmente e comunque non per servizio viaggiatori in quanto non dotato di banchina. Sono presenti anche dei binari tronchi usati da mezzi di servizio.
È presente una sala di attesa ed anche un fabbricato per le merci.

## Movimento

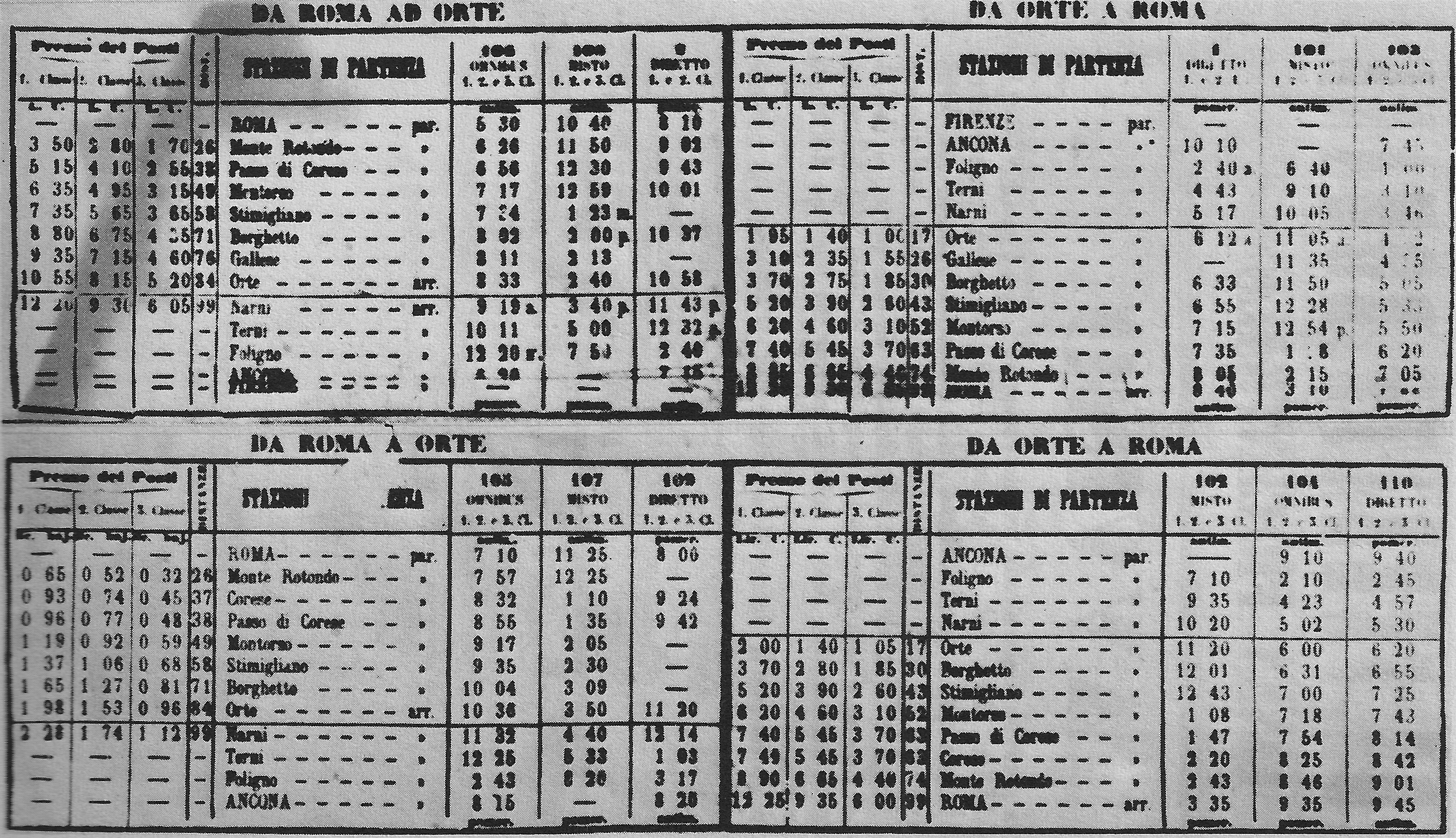
L'orario ferroviario nel dicembre 1866, dove figura la denominazione di Montorso

I treni sulla linea metropolitana Orte-Fiumicino Aeroporto FL1, hanno una cadenza di ogni mezz'ora verso Roma Tiburtina-Fiumicino Aeroporto 1º e 2º binario, e ogni ora verso Orte 3º binario. Nei giorni festivi le frequenze sono dimezzate.

## Servizi
La stazione dispone di:
- Biglietteria automatica
- Sala d'attesa
- Servizi igienici
- Bar
- Ascensore

## Interscambi
È collegata da un servizio di trasporto urbano gestito da Autolinee Troiani, che garantisce con la linea 1 un collegamento ogni mezz'ora, e comunque sempre in corrispondenza dell'arrivo del treno in stazione nei orari di punta dei giorni feriali, dallo scalo al centro del paese e viceversa, con fermate intermedie a richiesta.